# Homoneura kaszabi
Homoneura kaszabi är en tvåvingeart som beskrevs av Shewell 1971. Homoneura kaszabi ingår i släktet Homoneura och familjen lövflugor. Inga underarter finns listade i Catalogue of Life.